# Urodzony po raz trzeci
Urodzony po raz trzeci – polski film wojenny z 1989 roku w reżyserii Stanisława Jędryki.
Kontynuacja poprzednich części: Umarłem, aby żyć z 1984 roku i Po własnym pogrzebie z 1989 roku. Podobnie jak w drugiej części, na akcję składają się wydarzenia fikcyjne (pierwszą część oparto na wydarzeniach autentycznych). Współpracujący z AK Błażejewski zostaje schwytany w łapance ze znalezionymi przy nim dokumentami Leopolda Wójcika. Policjant „Wyżeł” powiadamia o tym wydarzeniu Wójcika i ostrzega współpracowników z Kielc, którym udaje się uciec. Podczas przesłuchania Błażejewski wypiera się papierów, które przy nim znaleziono, i pod nadzorem konfidenta gestapo zostaje wypuszczony na wolność. Nie oznacza to jednak końca kłopotów dla zajmujących się sprawą Wójcika, którzy ostatecznie muszą doprowadzić do sytuacji, gdy dla Niemców wszelkie tropy się urywają i śledztwo pozbawione jest dalszego ciągu.

## Obsada
- Andrzej Grabarczyk – Leopold Wójcik
- Anna Ciepielewska – Maria Wójcikowa, jego matka
- Janusz Bukowski – Wróbel, major AK
- Jan Piechociński – Jan „Podkowa”, porucznik AK
- Grażyna Barszczewska – Kamila, oficer wywiadu AK
- Jerzy Bończak – Tadeusz Błażejewski, współpracownik AK
- Marcin Troński – granatowy policjant, współpracownik Wróbla o pseudonimie „Wyżeł”
- Jarosław Kopaczewski – fotograf Zbyszek, współpracownik Wróbla
- Eugeniusz Kujawski – sturmbannführer Hans Moser
- Henryk Talar – obersturmführer Knothe
- Paweł Nowisz – untersturmführer Udo Pallinek
- Ewa Sałacka – Henryka Rust, kochanka Pallinka
- Jacek Borkowski – untersturmführer Heymann, adiutant Mosera
- Artur Barciś – folksdojcz Józef Golonka, konfident gestapo
- Bronisław Pawlik – Zygmunt Bruzda, ojciec zmarłego Krzysztofa
- Mirosława Marcheluk – Maria Bruzdowa, matka zmarłego Krzysztofa
- Tadeusz Lempkowski – AK-owiec odbierający Wójcika z dworca
- Wojciech Sanejko – AK-owiec odbierający Wójcika z dworca
- Bogusław Augustyn – esesman w więzieniu
- Zdzisław Rychter – pasażer w pociągu do Kielc
- Wincenty Grabarczyk – konduktor
- Andrzej Mrowiec – bagażowy na dworcu w Kielcach
- Jerzy Tkaczyk – urzędnik policji w Kielcach
- Dariusz Buchowiecki – policjant w Kielcach
- Jolanta Bujnowska – urzędniczka na poczcie
- Zbigniew Korepta – tajniak przed foto-atelier „Tobi” w Kielcach
- Grzegorz Gierak – SS-man w foto-atelier „Tobi” w Kielcach
- Zbigniew Plato – dozorca przed foto-atelier
- Bogdan Śmigielski – klient w foto-atelier
- Mieczysław Hryniewicz – listonosz u Bruzdy